# Государственный гуманитарно-технологический университет
Государственный гуманитарно-технологический университет (ГГТУ) — высшее учебное заведение, основанное 7 мая 1940 года в городе Орехово-Зуево Московской области, осуществляющее подготовку и переподготовку педагогических кадров в системе Министерства образования и науки Российской Федерации. Является одним из старейших высших учебных заведений Московской области.

## Основная история
7 мая 1940 года постановлением Совета народных комиссаров РСФСР и решения Московского областного совета депутатов трудящихся в городе Орехово-Зуево был создан Орехово-Зуевский учительский институт, для подготовки учителей средних общеобразовательных школ с приёмом каждый год около 270 абитуриентов. В учебной структуре института было создано три факультета: физико-математический, исторический и русского языка и литературы.
Для размещения института было выбрано здание, построенное в 1892-1904 годах на средства матери известного фабриканта и мецената Саввы Морозова М.Ф. Морозовой, располагалась богадельня имени Т.С. Морозова с домовой церковью во имя святого апостола Тимофея.
С 1941 по 1945 год в период Великой Отечественной войны институт продолжал подготовку педагогических кадров с учётом военного времени, при этом под руководством первого ректора института А. Г. Захарова из преподавательского состава и студентов института в общей численности сорок три человека был сформирован отряд народного ополчения и направлен на фронт, отряд воевал под Смоленском, Вязьмой и Ельней. После окончания войны с 1945 по 1950 год институтом было подготовлено около двух тысяч педагогических кадров для школьного образования, по таким предметам как: физика, химия, география, истории, литература, математика, естествознание и русский язык.
28 апреля 1950 года постановлением совета министров СССР на базе учительского института был создан Орехово-Зуевский педагогический институт с ежегодным приёмом до двухсот пятидесяти абитуриентов, с 1953 года число абитуриентов было увеличено до одной тысячи тридцати шести человек. В учебной структуре института были образованы факультеты иностранных языков, биолого-химический и начальных классов, с 1954 года в институте было открыто заочное отделение. В 1970 году в структуре института был создан факультет повышения квалификации, в котором в течение нескольких лет прошли переподготовку и повысили свою квалификацию более пяти тысяч преподавателей педагогических училищ в системе министерства просвещения РСФСР.
В 2002 году постановлением правительства Российской Федерации Орехово-Зуевский педагогический институт был преобразован в Московский государственный областной педагогический институт. 15 января 2009 года областной педагогический институт был переименован в Московский государственный областной гуманитарный институт. 16 декабря 2015 года постановлением правительства Российской Федерации на базе Московского государственного областного гуманитарного института был создан Государственный гуманитарно-технологический университет. 
В структуру университета входят четырнадцать факультетов: биолого-химический, исторический, отделение физической культуры, психолого-педагогический, социально-педагогический, социально-экономический, дошкольного образования, иностранных языков, информатики, начального образования, фармацевтический, физико-математический, филологический, юридический. В состав университета входят шесть колледжей: Истринский профессиональный, Ликино-Дулевский политехнический, профессионально-педагогический, гуманитарно-педагогический, промышленно-экономический, университетский колледжи. С 2018 года на базе университета проходят Всероссийские Морозовские чтения.
За всё время своего существования университетом было подготовлено более сорока тысяч педагогических кадров.

## Структура

### Факультеты
- Биолого-химический факультет
- Исторический факультет
- Отделение физической культуры
- Психолого-педагогический факультет
- Социально-педагогический факультет
- Социально-экономический факультет
- Факультет дошкольного образования
- Факультет иностранных языков
- Факультет информатики
- Факультет начального образования
- Фармацевтический факультет
- Физико-математический факультет
- Филологический факультет
- Юридический факультет

### Кафедры
- Кафедра английского языка
- Кафедра английской филологии и переводоведения
- Кафедра биологии и экологии
- Кафедра информатики и физики
- Кафедра математики и экономики
- Кафедра истории и гуманитарных наук
- Кафедра менеджмента
- Кафедра общей и социальной педагогики
- Кафедра педагогики
- Кафедра педагогики начального и дошкольного образования
- Кафедра психологии и дефектологии
- Кафедра правовых дисциплин
- Кафедра романо-германской филологии
- Кафедра русского языка и литературы
- Кафедра фармакологии и фармацевтических дисциплин
- Кафедра теории и методики начального и дошкольного образования
- Кафедра фармацевтической химии и фармакогнозии
- Кафедра физического воспитания
- Кафедра химии и методики преподавания химии
- Отделение среднего профессионального образования фармацевтического факультета

## Руководство
- 1940—1941 — А. Г. Захарова
- 1941—1963 — А. А. Оглоблин
- 1963—1975 — С. В. Назарьев
- 1975—1984 — И. И. Яковлев
- 1984—1997 — Д. Д. Конычев
- 1997—2011 — д.п.н., профессор А. А. Шаталов.
- 2011—2022 Н. Г. Юсупова
- с 2023 — Г. Н. Скударёва

## Известные педагоги
- Д. Н. Шмелёв (1926-1993) — академик АН СССР
- И. М. Яглом (1921-1988) — д.ф.-м.н., профессор
- В. Д. Седельник (1935-2016) — д.ф.н., профессор
- Б. А. Гиленсон (1932-2018) — д.ф.н., профессор
- В. Н. Алексеев — к.б.н., к.и.н., доцент, профессор РАЕ[6]

## Известные выпускники
- Н. Ф. Дмитриев [1953-2005] — поэт
- В. В. Ерофеев [1938-1990] — писатель
- В. В. Кумарин [1928-2002] — д.п.н., проф., один из ведущих педагогов-макаренковедов своего времени, журналист и писатель.
- И.М. Бронштейн [1983-по наст.вр.] — российский государственный деятель. Действующий Министр образования Московской области.
- Д.В. Лутовинов - победитель конкурса "Учитель года России 2022", учитель истории, естествознания и мировой художественной культуры, школа № 16 (Орехово-Зуево)